# Al-Aszrafija
Al-Aszrafija (arab. ‏الأشرفية‎) – nieistniejąca już arabska wieś, która była położona w Dystrykcie Beisan w Mandacie Palestyny. Została wyludniona i zniszczona podczas wojny domowej w Mandacie Palestyny, po ataku oddziału żydowskiej Hagany w dniu 12 maja 1948 roku.

## Położenie
Al-Aszrafija leżała w południowo-zachodniej części Doliny Bet Sze’an. Wieś była położona w depresji rzeki Jordan na wysokości -125 metrów p.p.m., w odległości 4 kilometrów na południowy zachód od miasta Beisan. Według danych z 1945 do wsi należały ziemie o powierzchni 671,1 ha. We wsi mieszkało wówczas 230 osób.
| własność gruntów | powierzchnia gruntów (hektary) |
| ---------------- | ------------------------------ |
| Arabowie         | 460,8                          |
| Żydzi            | 129,3                          |
| publiczne        | 81                             |
| Razem            | 671,1                          |

| Rodzaj użytkowanych gruntów | Arabowie (hektary) | Żydzi (hektary) |
| --------------------------- | ------------------ | --------------- |
| uprawy nawadniane           | 445,8              | 77,2            |
| uprawy zbóż                 | 59                 | 51              |
| uprawy cytrusów             | 14,3               | 1,1             |
| nieużytki                   | 22,7               | -               |

## Historia
W okresie panowania Brytyjczyków al-Aszrafija była niewielką wsią, której mieszkańcy utrzymywali się z upraw zbóż.

Przyjęta 29 listopada 1947 roku Rezolucja Zgromadzenia Ogólnego ONZ nr 181 przyznała te tereny państwu żydowskiemu. Podczas wojny domowej w Mandacie Palestyny, w dniu 12 maja 1948 roku wieś zajęli żydowscy żołnierze Hagany (Brygada Golani). Mieszkańców wysiedlono (uciekli do Transjordanii), a wszystkie domy wyburzono.

## Miejsce obecnie
Teren wioski al-Aszrafija pozostaje opuszczony, jednak jej pola uprawne zajęły sąsiednie kibuce Reszafim i Szeluchot. Palestyński historyk Walid Chalidi, tak opisał pozostałości wioski al-Aszrafija: „Miejsce wioski i teren wokół niej są uprawiane przez mieszkańców Reszafim. Zbudowano tutaj także stawy hodowlane ryb”.